# Saint-Saud-Lacoussière
Saint-Saud-Lacoussière est une commune française située dans le département de la Dordogne, en région Nouvelle-Aquitaine.
Elle est intégrée au parc naturel régional Périgord-Limousin.

## Géographie

### Généralités
Au nord du département de la Dordogne, en Périgord vert, la commune de Saint-Saud-Lacoussière se trouve dans le parc naturel régional Périgord-Limousin. Son territoire est arrosé par la Dronne, principal affluent de l'Isle. Elle est également bordée par un affluent de la Côle, la Queue d'Âne. Avec un peu plus de 58 km2 de superficie, c'est la dixième commune la plus étendue du département.
Le bourg de Saint-Saud-Lacoussière, implanté à moins d'un kilomètre de la Dronne et traversé par la route départementale 79, se situe, en distances orthodromiques, douze kilomètres à l'est de Nontron et seize kilomètres au nord-nord-ouest de Thiviers.
La commune est également desservie par les routes départementales 82 et 85.
Entre la Valade au sud-est et la Chapelle Verlaine au nord-ouest, le sentier de grande randonnée GR 654 parcourt le territoire communal sur une douzaine de kilomètres en passant par le bourg.

### Communes limitrophes
Saint-Saud-Lacoussière est limitrophe de huit autres communes dont une dans le département de la Haute-Vienne.
| Abjat-sur-Bandiat                       | Pensol (Haute-Vienne)       |                       |
| Champs-Romain, Saint-Pardoux-la-Rivière | Saint-Saud-Lacoussière      | Mialet                |
| Milhac-de-Nontron                       | Saint-Martin-de-Fressengeas | Saint-Jory-de-Chalais |

### Géologie et relief

#### Géologie
Situé sur la plaque nord du Bassin aquitain et bordé à son extrémité nord-est par une frange du Massif central, le département de la Dordogne présente une grande diversité géologique. Les terrains sont disposés en profondeur en strates régulières, témoins d'une sédimentation sur cette ancienne plate-forme marine. Le département peut ainsi être découpé sur le plan géologique en quatre gradins différenciés selon leur âge géologique. Saint-Saud-Lacoussière est dans le gradin extrême nord-est que constitue le dernier contrefort du Massif central, avec des roches cristallines formées au Paléozoïque, antérieurement au Carbonifère.
Les couches affleurantes sur le territoire communal sont constituées de formations superficielles du Quaternaire datant du Cénozoïque et de roches sédimentaires du Mésozoïque et du Paléozoïque, ainsi que de roches métamorphiques et magmatiques. La formation la plus ancienne, notée λ, se compose de quartzo-leptynites à biotite et muscovite, en intercalations dans les métaschistes (groupe de la Dronne, Néoprotérozoïque à Cambrien). La formation la plus récente, notée Fy3-z, fait partie des formations superficielles de type alluvions subactuelles à actuelles. Le descriptif de ces couches est détaillé dans  les feuilles « no 711 - Châlus » et « no 735 - Thiviers » de la carte géologique au 1/50 000 de la France métropolitaine, et leurs notices associées,.

Carte géologique de Saint-Saud-Lacoussière.

#### Relief et paysages

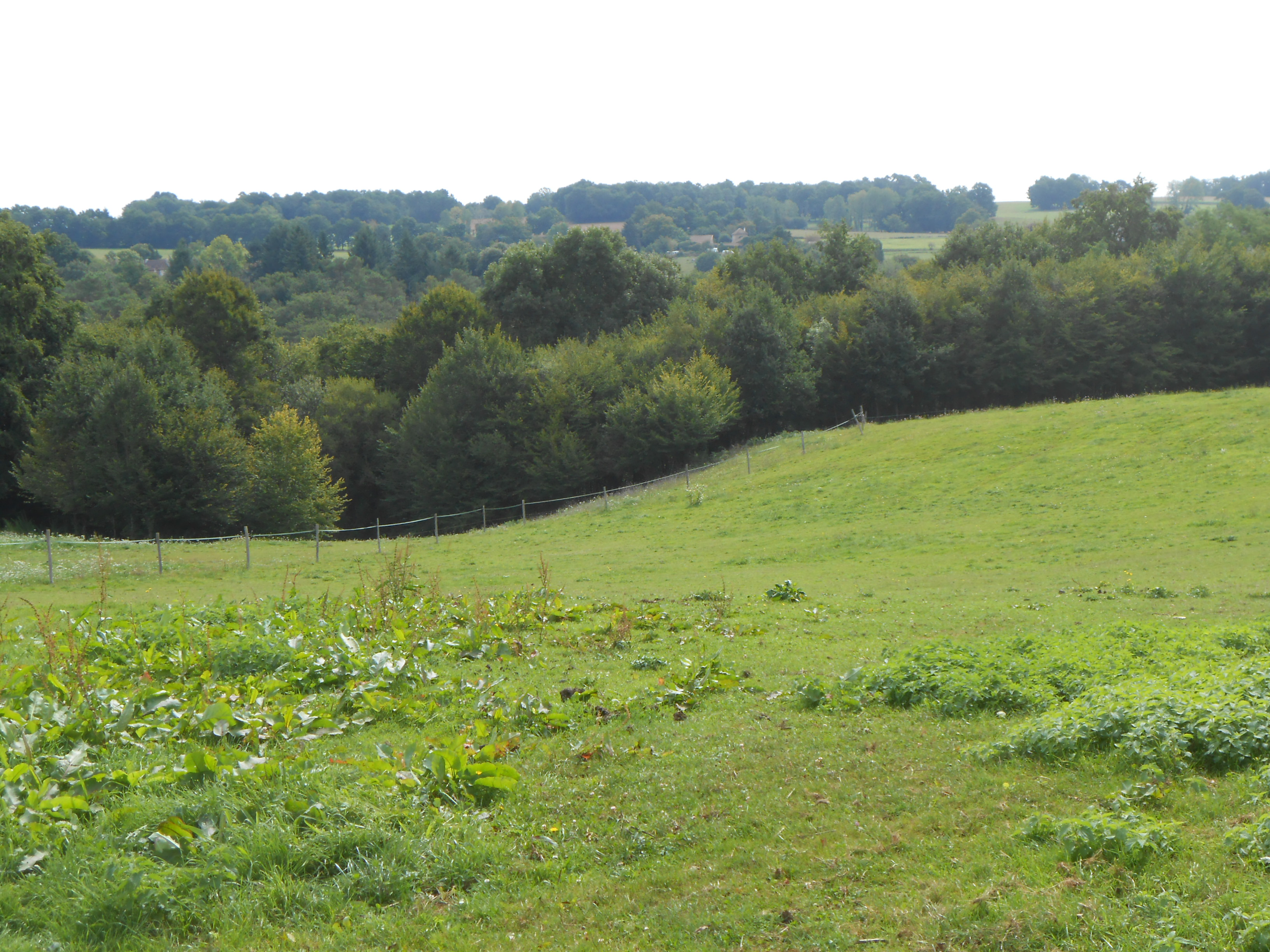
Paysage entre La Peyrouse et Bonnefond.

Le département de la Dordogne se présente comme un vaste plateau incliné du nord-est (491 m, à la forêt de Vieillecour dans le Nontronnais, à Saint-Pierre-de-Frugie) au sud-ouest (2 m à Lamothe-Montravel). L'altitude du territoire communal varie quant à elle entre 189 mètres à l'ouest, près du lieu-dit Larret, là où la Dronne, en aval du saut du Chalard, quitte la commune pour servir de limite entre celles de Champs-Romain et Saint-Pardoux-la-Rivière, et 370 mètres à l'extrême nord, sur la route départementale 6b, en limite des communes de Mialet et Pensol.
Dans le cadre de la Convention européenne du paysage entrée en vigueur en France le 1er juillet 2006, renforcée par la loi du 8 août 2016 pour la reconquête de la biodiversité, de la nature et des paysages, un atlas des paysages de la Dordogne a été élaboré sous maîtrise d’ouvrage de l’État et publié en octobre 2020. Les paysages du département s'organisent en huit unités paysagères,. La commune est dans l'unité paysagère du « Périgord limousin » qui correspond à la région naturelle du Nontronnais. Ce territoire forme un plateau collinaire aux pentes douces et sommets arasés, d’altitude moyenne autour des 300 m dont le point culminant est également celui de la Dordogne. Ce plateau cristallin est vallonné et dominé par les prairies aux horizons boisés. Il est entaillé de vallées profondes aux versants forestiers,.
La superficie cadastrale de la commune publiée par l'Insee, qui sert de référence dans toutes les statistiques, est de 58,04 km2,. La superficie géographique, issue de la BD Topo, composante du Référentiel à grande échelle produit par l'IGN, est quant à elle de 59,89 km2.

### Hydrographie

#### Réseau hydrographique
La commune est située pour partie dans le bassin de la Dordogne et pour partie dans   le bassin versant de la Charente au sein du Bassin Adour-Garonne. Elle est drainée par la Dronne, la Queue d'Âne, le ruisseau de la Malincourie, le ruisseau de la Bucherie, le ruisseau de Larret, le ruisseau de Rébière, le ruisseau de Vergne-Nègre et par divers petits cours d'eau, qui constituent un réseau hydrographique d'environ 80 km de longueur totale,.
La Dronne, d'une longueur totale de 200,56 km, prend sa source dans la Haute-Vienne dans la commune de Bussière-Galant et se jette en rive droite de l'Isle — dont elle est le principal affluent — à Coutras en Gironde, au lieu-dit la Fourchée, face à la commune de Sablons,. Elle traverse la commune du nord-est à l'ouest sur dix-sept kilomètres dont six et demi lui servent de limite naturelle en deux tronçons face à Mialet et à Champs-Romain.
Affluent de rive droite de la Dronne, le ruisseau de la Malincourie arrose la commune sur près de cinq kilomètres et demi dont près de deux et demi en limite de Champs-Romain.
Autre affluent de rive droite de la Dronne, le ruisseau de la Bucherie prend sa source au nord du lieu-dit Maberout, dans le nord-est de la commune qu'elle arrose sur près de quatre kilomètres et demi.
Affluent de rive droite de la Dronne, le ruisseau de Vergne Nègre marque brièvement la limite communale au nord-est sur environ 700 mètres, face à Mialet.
Affluent de rive gauche de la Dronne, le ruisseau de Larret borde la commune à l'ouest sur deux kilomètres, face à Saint-Pardoux-la-Rivière.
La Queue d'Âne, ou ruisseau de la Queue d'Âne, d'une longueur totale de 18,61 km, prend sa source dans la commune de Mialet et se jette dans la Côle en rive droite à Saint-Jean-de-Côle au pont de Lavaud. Elle arrose le territoire communal à l'est sur neuf kilomètres dont six et demi bordent la commune en deux tronçons, face à Mialet et Saint-Jory-de-Chalais.
Affluent de rive droite de la Queue d'Âne, le ruisseau de Rébière, ou ruisseau de la Rebière, baigne le sud-est de la commune sur plus de quatre kilomètres et demi.

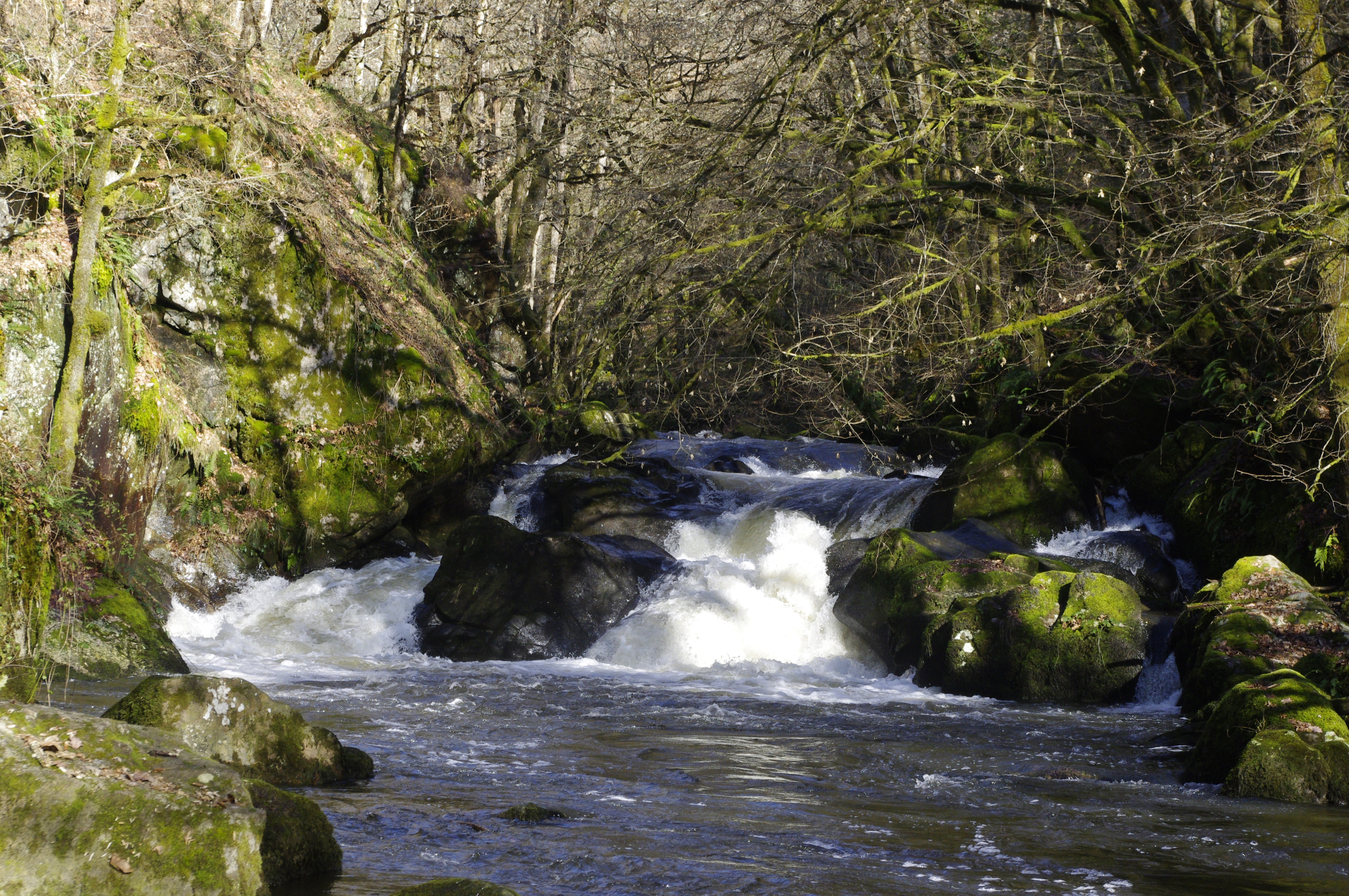
Le Saut du Chalard sur la Dronne, en limite de Champs-Romain (à gauche) et Saint-Saud-Lacoussière.
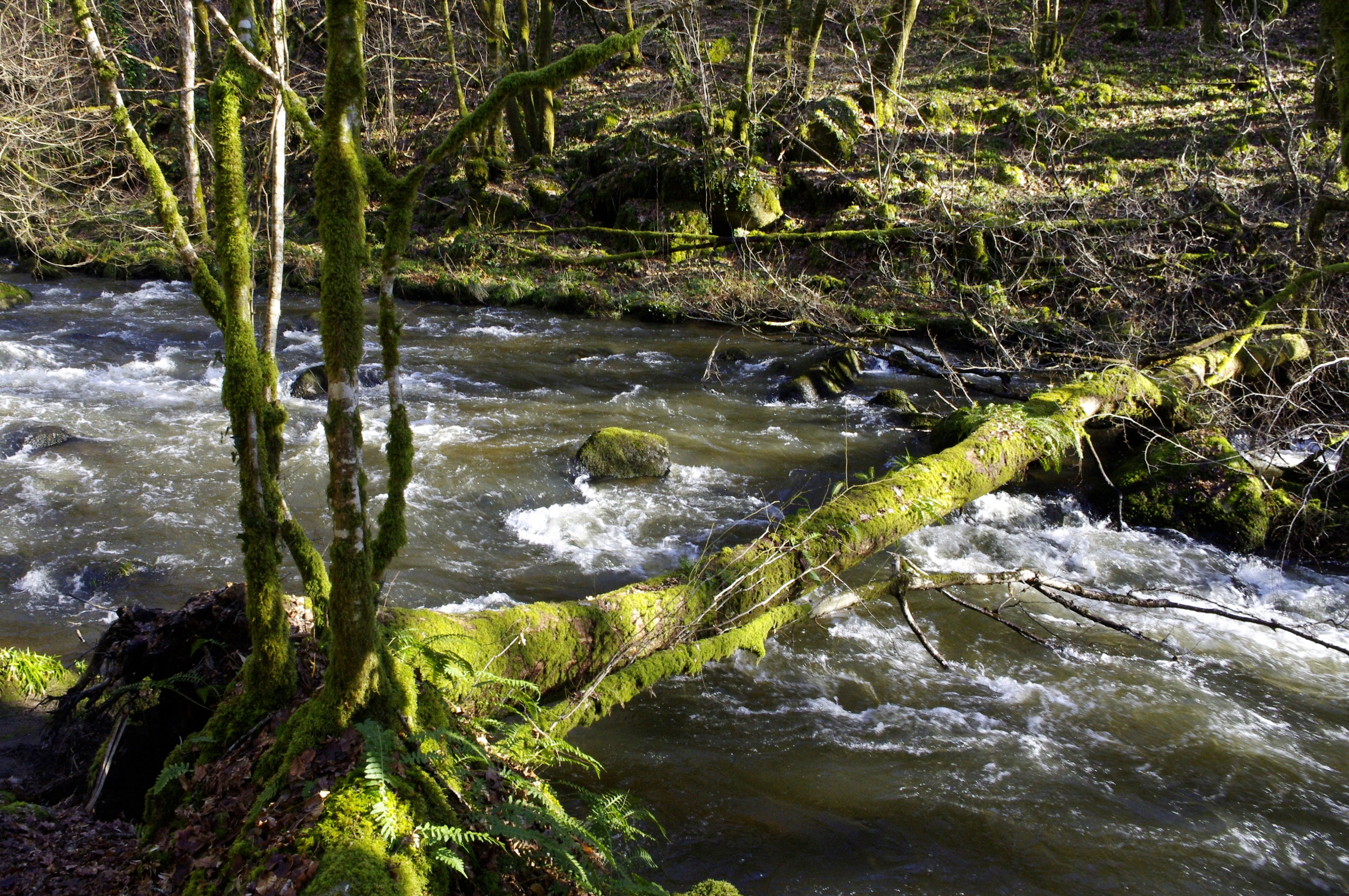
La Dronne au Saut du Chalard, entre Champs-Romain (au premier plan) et Saint-Saud-Lacoussière.
Réseaux hydrographique et routier de Saint-Saud-Lacoussière.
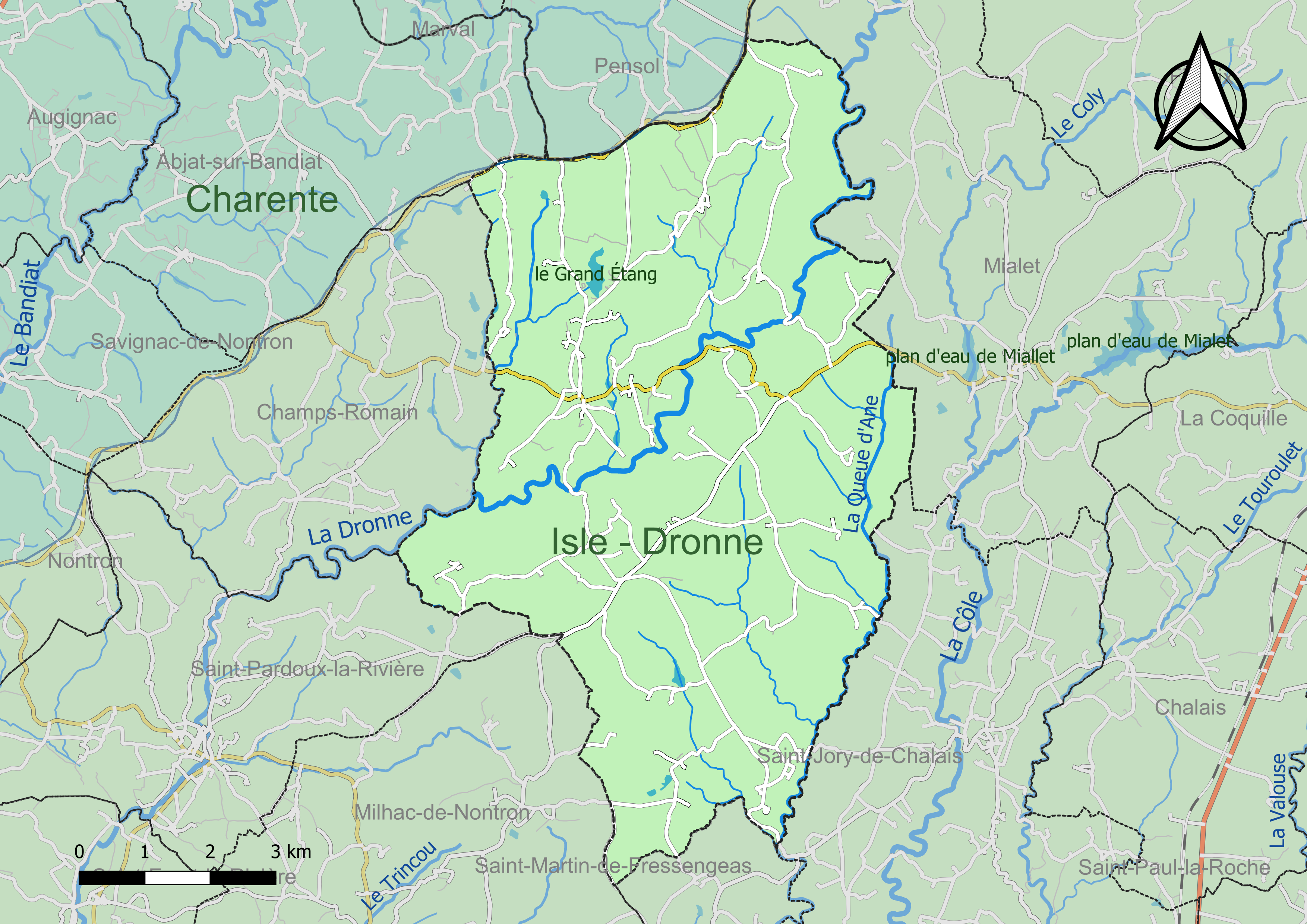
Carte des schémas d'aménagement et de gestion des eaux (SAGE) couvrant le territoire communal de Saint-Saud-Lacoussière.

#### Gestion et qualité des eaux
Le territoire communal est couvert par les schémas d'aménagement et de gestion des eaux (SAGE) « Charente » et « Isle - Dronne ». Le SAGE « Charente », dont le territoire correspond au bassin de la Charente, d'une superficie de 9 300 km2, a été approuvé le 19 novembre 2019. La structure porteuse de l'élaboration et de la mise en œuvre est l'établissement public territorial de bassin Charente. Le SAGE « Isle - Dronne », dont le territoire regroupe les bassins versants de l'Isle et de la Dronne, d'une superficie de 7 500 km2, a été approuvé le 2 août 2021. La structure porteuse de l'élaboration et de la mise en œuvre est l'établissement public territorial de bassin de la Dordogne (EPIDOR). Ils définissent chacun sur leur territoire les objectifs généraux d’utilisation, de mise en valeur et de protection quantitative et qualitative des ressources en eau superficielle et souterraine, en respect des objectifs de qualité définis dans le troisième SDAGE  du Bassin Adour-Garonne qui couvre la période 2022-2027, approuvé le 10 mars 2022.
La quasi-intégralité du territoire communal dépend du SAGE Isle - Dronne. Seules deux zones minimes situées au nord en limite d'Abjat-sur-Bandiat et de Pensol concernent le bassin versant du Bandiat et sont donc rattachées au SAGE Charente.
La qualité des eaux de baignade et des cours d’eau peut être consultée sur un site dédié géré par les agences de l’eau et l’Agence française pour la biodiversité.

### Climat
Pour des articles plus généraux, voir Climat de la Nouvelle-Aquitaine et Climat de la Dordogne.
Historiquement, la commune est dans une zone de transition entre les climats océaniques aquitain et limousin.  
En 2020, Météo-France publie une typologie des climats de la France métropolitaine dans laquelle la commune est exposée à un climat océanique altéré et est dans une zone de transition entre les régions climatiques « Aquitaine, Gascogne » et « Ouest et nord-ouest du Massif Central ». La première est caractérisée par une pluviométrie abondante au printemps, modérée en automne, un faible ensoleillement au printemps, un été chaud (19,5 °C), des vents faibles, des brouillards fréquents en automne et en hiver et des orages fréquents en été (15 à 20 jours).  La seconde présente une pluviométrie annuelle de 900 à 1 500 mm, maximale en automne et en hiver.
Pour la période 1971-2000, la température annuelle moyenne est de 11,7 °C, avec  une amplitude thermique annuelle de 14,9 °C. Le cumul annuel moyen de précipitations est de 1 042 mm, avec 13,3 jours de précipitations en janvier et 7,8 jours en juillet. Pour la période 1991-2020, la température moyenne annuelle observée sur la station météorologique de Météo-France la plus proche, sur la commune de Saint-Martin-de-Fressengeas à 11 km à vol d'oiseau, est de 12,4 °C et le cumul annuel moyen de précipitations est de 1 050,4 mm,. 
La température maximale relevée sur cette station est de 38,9 °C, atteinte le 7 août 2020 ; la température minimale est de −11,8 °C, atteinte le 9 février 2012.
Pour afficher une liste d’indicateurs climatiques caractérisant la commune aux horizons 2030, 2050 et 2100 et pouvoir ainsi s'adapter aux changements climatiques, entrer son nom dans Climadiag-commune, un site de Météo-France élaboré à partir des nouvelles projections climatiques de référence DRIAS-2020.

## Urbanisme

### Typologie
Au 1er janvier 2024, Saint-Saud-Lacoussière est catégorisée commune rurale à habitat très dispersé, selon la nouvelle grille communale de densité à 7 niveaux définie par l'Insee en 2022.
Elle est située hors unité urbaine et hors attraction des villes,.

### Occupation des sols
L'occupation des sols de la commune, telle qu'elle ressort de la base de données européenne d’occupation biophysique des sols Corine Land Cover (CLC), est marquée par l'importance des territoires agricoles (57,3 % en 2018), une proportion sensiblement équivalente à celle de 1990 (57,1 %). La répartition détaillée en 2018 est la suivante : 
forêts (41,8 %), zones agricoles hétérogènes (41,5 %), prairies (15,1 %), zones urbanisées (0,9 %), terres arables (0,6 %). L'évolution de l’occupation des sols de la commune et de ses infrastructures peut être observée sur les différentes représentations cartographiques du territoire : la carte de Cassini (XVIIIe siècle), la carte d'état-major (1820-1866) et les cartes ou photos aériennes de l'IGN pour la période actuelle (1950 à aujourd'hui).

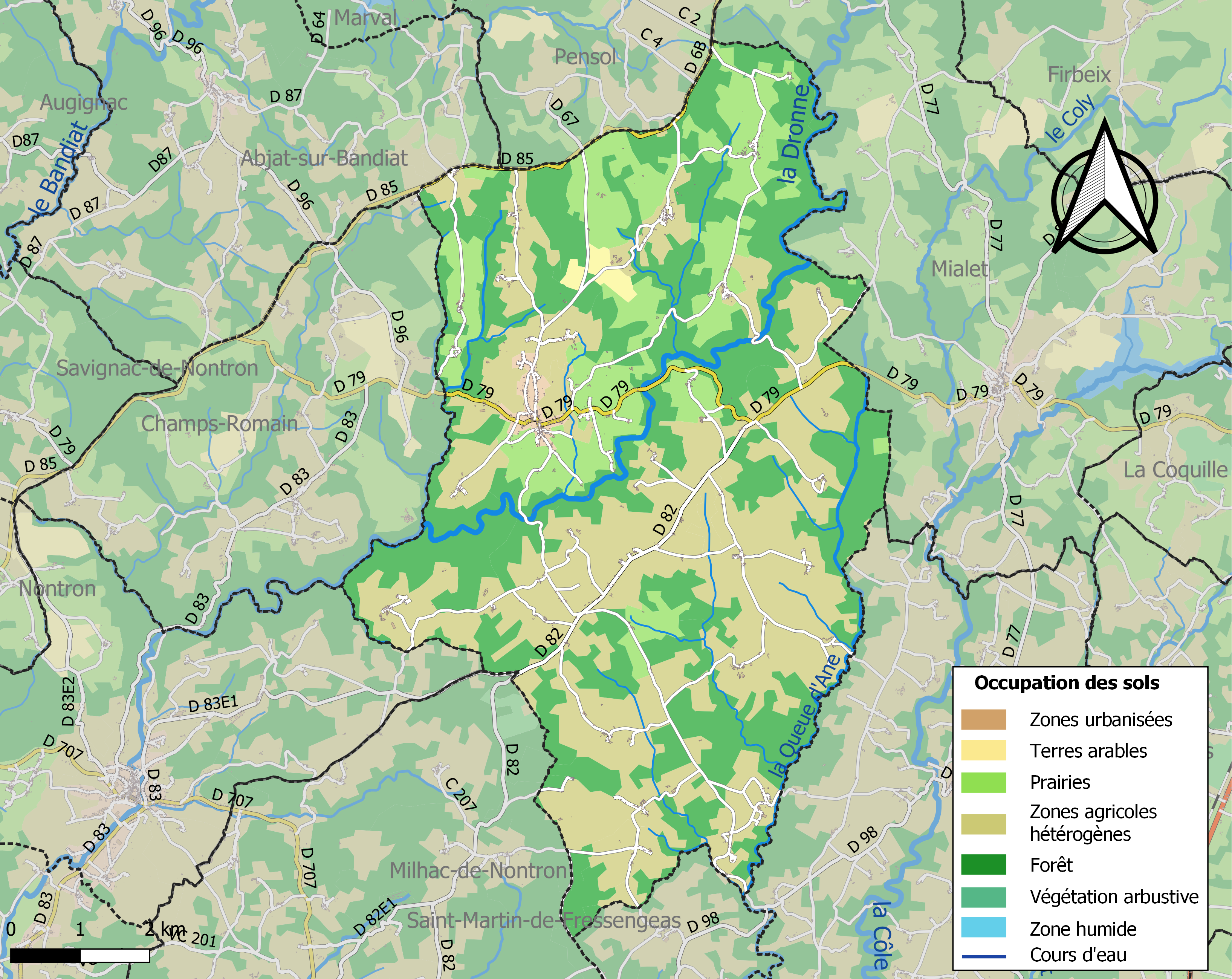
Carte des infrastructures et de l'occupation des sols de la commune en 2018 (CLC).

### Prévention des risques
Le territoire de la commune de Saint-Saud-Lacoussière est vulnérable à différents aléas naturels : météorologiques (tempête, orage, neige, grand froid, canicule ou sécheresse), inondations, feux de forêts, mouvements de terrains et séisme (sismicité faible). Il est également exposé à un risque particulier : le risque de radon. Un site publié par le BRGM permet d'évaluer simplement et rapidement les risques d'un bien localisé soit par son adresse soit par le numéro de sa parcelle.

#### Risques naturels
Certaines parties du territoire communal sont susceptibles d’être affectées par le risque d’inondation par débordement de cours d'eau, notamment la Dronne et la Queue d'Âne. La commune a été reconnue en état de catastrophe naturelle au titre des dommages causés par les inondations et coulées de boue survenues en 1982 et 1999,.
Saint-Saud-Lacoussière est exposée au risque de feu de forêt. L’arrêté préfectoral du 14 mars 2013 fixe les conditions de pratique des incinérations et de brûlage dans un objectif de réduire le risque de départs d’incendie. À ce titre, des périodes sont déterminées : interdiction totale du 15 février au 15 mai et du 15 juin au 15 octobre, utilisation réglementée du 16 mai au 14 juin et du 16 octobre au 14 février. En septembre 2020, un plan inter-départemental de protection des forêts contre les incendies (PidPFCI) a été adopté pour la période 2019-2029,.

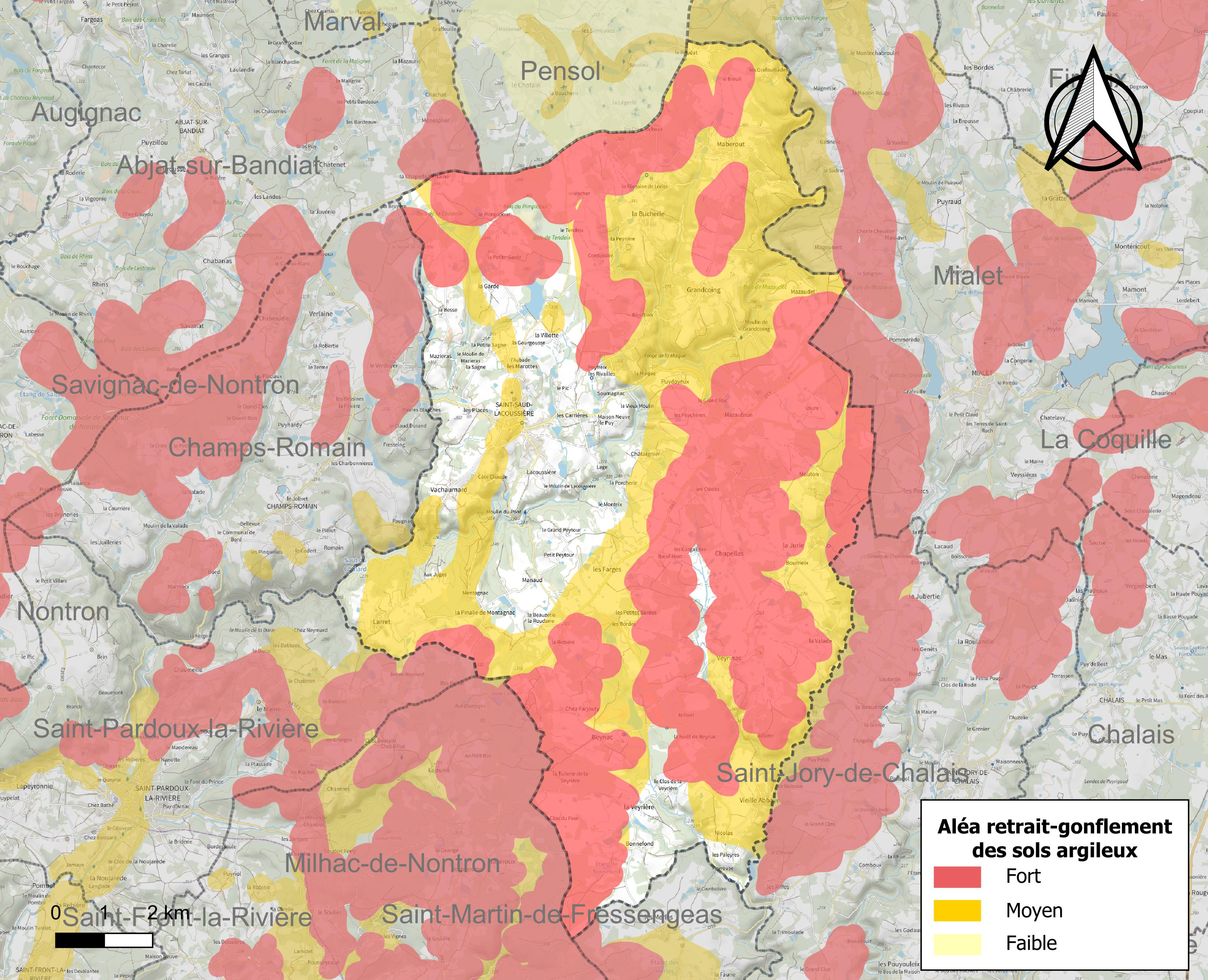
Carte des zones d'aléa retrait-gonflement des sols argileux de Saint-Saud-Lacoussière.

Les mouvements de terrains susceptibles de se produire sur la commune sont des tassements différentiels. Le retrait-gonflement des sols argileux est susceptible d'engendrer des dommages importants aux bâtiments en cas d’alternance de périodes de sécheresse et de pluie. 77,7 % de la superficie communale est en aléa moyen ou fort (58,6 % au niveau départemental et 48,5 % au niveau national métropolitain). Depuis le 1er octobre 2020, en application de la loi ÉLAN, différentes contraintes s'imposent aux vendeurs, maîtres d'ouvrages ou constructeurs de biens situés dans une zone classée en aléa moyen ou fort,.
La commune a été reconnue en état de catastrophe naturelle au titre des dommages causés par la sécheresse en 2005 et par des mouvements de terrain en 1999.

#### Risque particulier
Dans plusieurs parties du territoire national, le radon, accumulé dans certains logements ou autres locaux, peut constituer une source significative d’exposition de la population aux rayonnements ionisants. Selon la classification de 2018, la commune de Saint-Saud-Lacoussière est classée en zone 3, à savoir zone à potentiel radon significatif.

## Toponymie
En occitan, la commune porte le nom de Sensaut e la Cossiera.

## Histoire
Au XIIIe siècle, Saint-Saud (appelée Sensaut) était l'une des vingt-sept paroisses dépendant de l'archiprêtré de Condat dont le siège se situait à Champagnac.
La commune porta, au cours de la période révolutionnaire de la Convention nationale (1792-1795), le nom de La Coussière-sur-Dronne.

## Politique et administration

### Intercommunalité
Fin 1995, Saint-Saud-Lacoussière intègre dès sa création la communauté de communes du Périgord vert. Celle-ci est dissoute au 31 décembre 2013 et remplacée au 1er janvier 2014 par la communauté de communes du Périgord vert nontronnais. Au 1er janvier 2017, celle-ci fusionne avec la communauté de communes du Haut-Périgord pour former la communauté de communes du Périgord Nontronnais.

### Administration municipale
La population de la commune étant comprise entre 500 et 1 499 habitants au recensement de 2017, quinze conseillers municipaux ont été élus en 2020,.

### Liste des maires

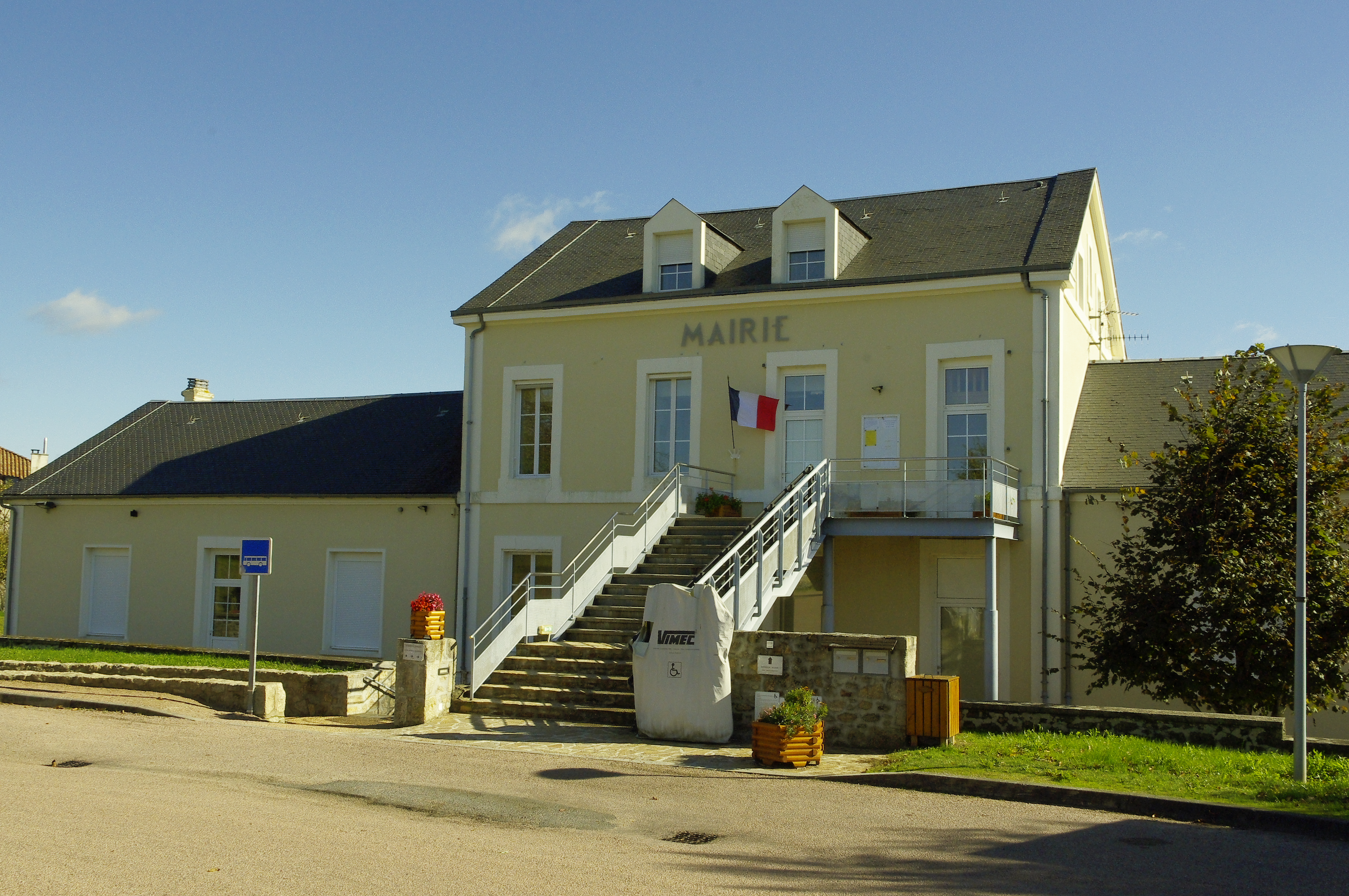
La mairie de Saint-Saud-Lacoussière.

| Période                                  | Période   | Identité          | Étiquette | Qualité                            |
| ---------------------------------------- | --------- | ----------------- | --------- | ---------------------------------- |
| Les données manquantes sont à compléter. |           |                   |           |                                    |
|                                          |           |                   |           |                                    |
| mars 1965                                | mars 1971 | Edmond Mariaud    |           |                                    |
| mars 1971                                | mars 1977 | Edmond Mariaud    |           | Retraité                           |
| 1977                                     | 1995      | Jules Couvidat    | DVG       | Instituteur puis directeur d'école |
| 1995                                     | 2001      | Gilbert Barrateau |           |                                    |
| mars 2001                                | mars 2014 | Sylvie Seegers    | SE        | Agricultrice                       |
| mars 2014 (réélu en mai 2020)            | En cours  | Pierre Duval      |           |                                    |

### Jumelages
- Sainte-Mélanie (Québec) depuis 2004

## Équipements et services publics

### Enseignement
Début 2024, la commune de Saint-Saud-Lacoussière est organisée en regroupement pédagogique intercommunal (RPI) avec les communes d'Abjat-sur-Bandiat et de Champs-Romain au niveau des classes de primaire ; il n'y plus d'école à Champs-Romain et les deux autres communes ont chacune deux classes.

### Justice
En 2023, dans le domaine judiciaire, Saint-Saud-Lacoussière relève : 
- du tribunal judiciaire, du tribunal pour enfants, du conseil de prud'hommes et du tribunal de commerce de Périgueux ;
- du pôle Nationalité du tribunal judiciaire de Périgueux (compétent uniquement dans le domaine de la nationalité) ;
- de la cour d'appel, du tribunal administratif et de la  cour administrative d'appel de Bordeaux.

## Population et société

### Démographie
L'évolution du nombre d'habitants est connue à travers les recensements de la population effectués dans la commune depuis 1793. Pour les communes de moins de 10 000 habitants, une enquête de recensement portant sur toute la population est réalisée tous les cinq ans, les populations de référence des années intermédiaires étant quant à elles estimées par interpolation ou extrapolation. Pour la commune, le premier recensement exhaustif entrant dans le cadre du nouveau dispositif a été réalisé en 2005.

En 2022, la commune comptait 823 habitants, en évolution de −1,91 % par rapport à 2016 (Dordogne : +0,37 %, France hors Mayotte : +2,11 %).
| 1793  | 1800  | 1806  | 1821  | 1831  | 1836  | 1841  | 1846  | 1851  |
| ----- | ----- | ----- | ----- | ----- | ----- | ----- | ----- | ----- |
| 1 870 | 1 831 | 1 805 | 1 927 | 2 297 | 2 271 | 2 552 | 2 687 | 2 703 |

| 1856  | 1861  | 1866  | 1872  | 1876  | 1881  | 1886  | 1891  | 1896  |
| ----- | ----- | ----- | ----- | ----- | ----- | ----- | ----- | ----- |
| 2 562 | 2 417 | 2 504 | 2 171 | 2 332 | 2 417 | 2 569 | 2 708 | 2 690 |

| 1901  | 1906  | 1911  | 1921  | 1926  | 1931  | 1936  | 1946  | 1954  |
| ----- | ----- | ----- | ----- | ----- | ----- | ----- | ----- | ----- |
| 2 685 | 2 798 | 2 689 | 2 665 | 2 284 | 2 174 | 2 113 | 1 663 | 1 602 |

| 1962  | 1968  | 1975  | 1982  | 1990 | 1999 | 2005 | 2006 | 2010 |
| ----- | ----- | ----- | ----- | ---- | ---- | ---- | ---- | ---- |
| 1 468 | 1 284 | 1 148 | 1 045 | 951  | 868  | 861  | 859  | 868  |

| 2015 | 2020 | 2022 | - | - | - | - | - | - |
| ---- | ---- | ---- | - | - | - | - | - | - |
| 844  | 825  | 823  | - | - | - | - | - | - |

### Manifestations culturelles et festivités
- En juillet-août, pendant une dizaine de jours, le Salon des arts présente des œuvres de céramistes, de créateurs de bijoux, de peintres, de photographes, de sculpteurs, etc. (15e édition en 2025)[57].
- Chaque année, début octobre, Fête du cèpe et du veau sous la mère[58]. En 1996 est d'abord organisée la première Fête du cèpe, avec dégustation de produits locaux, et en 2000, le veau sous la mère — de race limousine — est associé au cèpe[59].

## Économie

### Emploi
En 2015, parmi la population communale comprise entre 15 et 64 ans, les actifs représentent 294 personnes, soit 34,8 % de la population municipale. Le nombre de chômeurs (trente-six) a augmenté par rapport à 2010 (vingt-quatre) et le taux de chômage de cette population active s'établit à 12,2 %.

### Établissements
Au 31 décembre 2015, la commune compte 103 établissements, dont 46 au niveau des commerces, transports ou services, 31 dans l'agriculture, la sylviculture ou la pêche, seize dans la construction, six dans l'industrie, et quatre relatifs au secteur administratif, à l'enseignement, à la santé ou à l'action sociale.

## Culture locale et patrimoine

### Lieux et monuments
- Église Saint-Étienne, romane, restaurée au XXe siècle.
- Le saut du Chalard sur la Dronne.
- Étang aménagé en espace de détente.
- Abbaye de la Peyrouse.
- Arboretum de Montagnac[63].

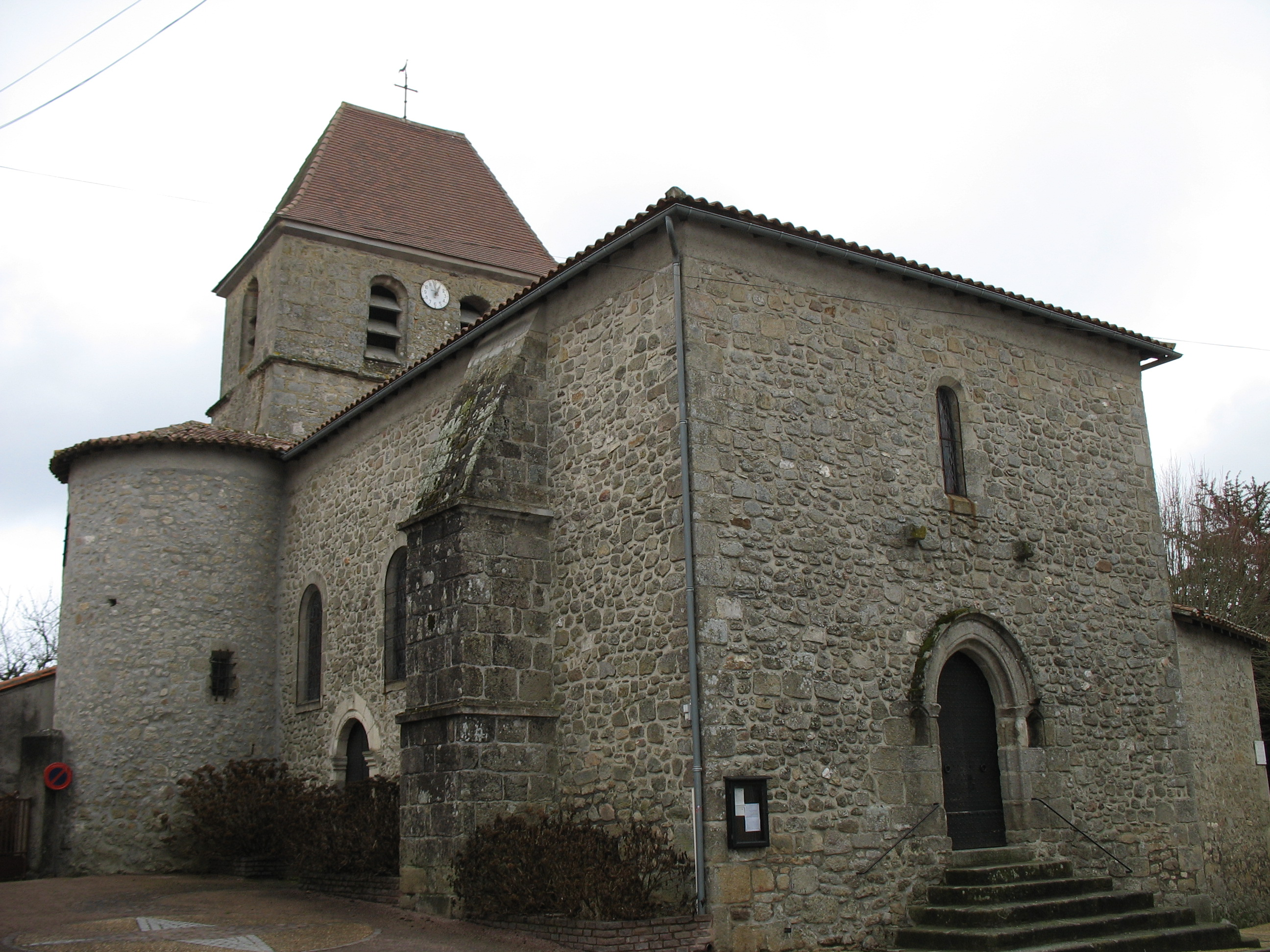
L'église Saint-Étienne.
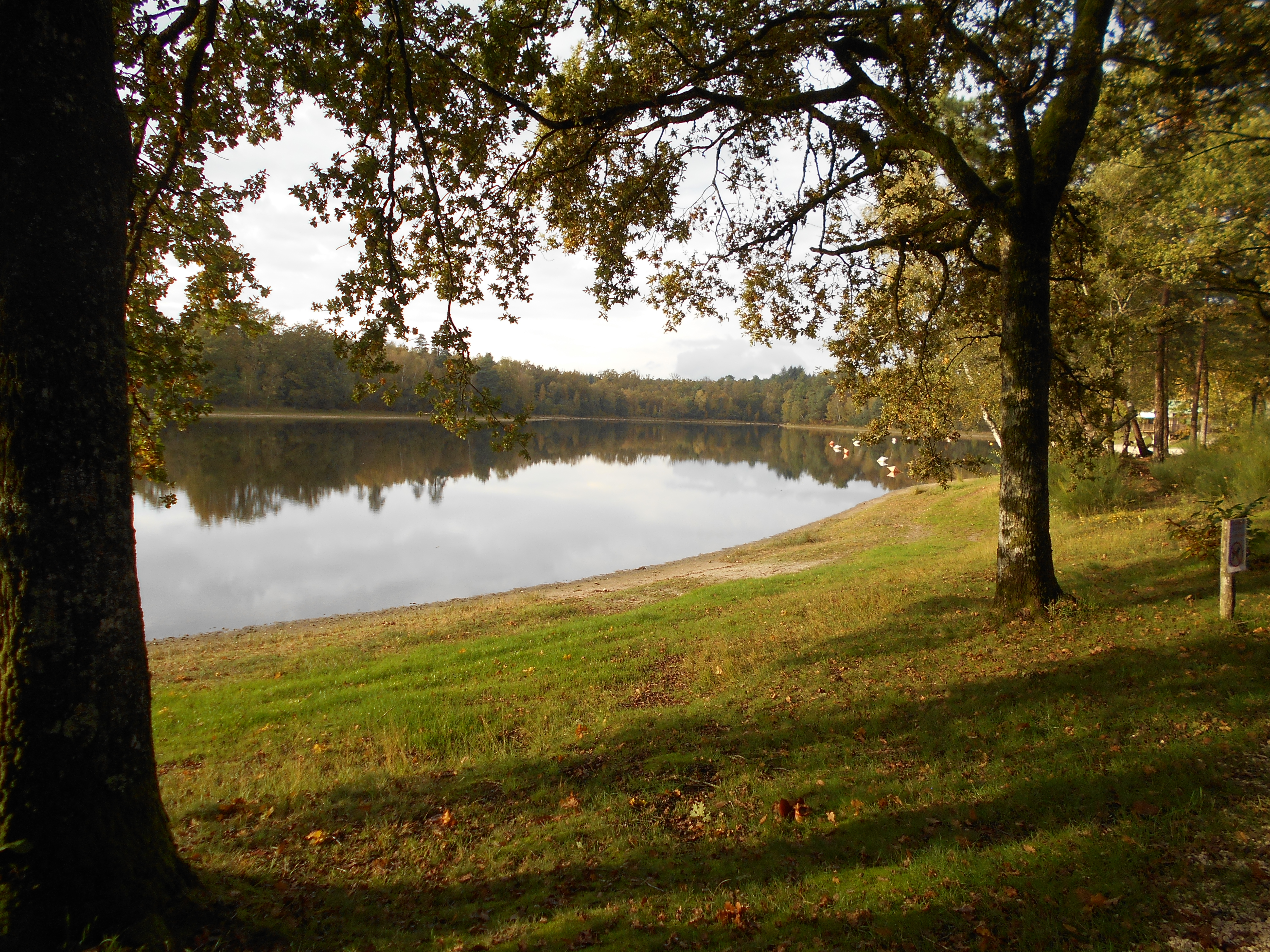
L'étang de Saint-Saud.
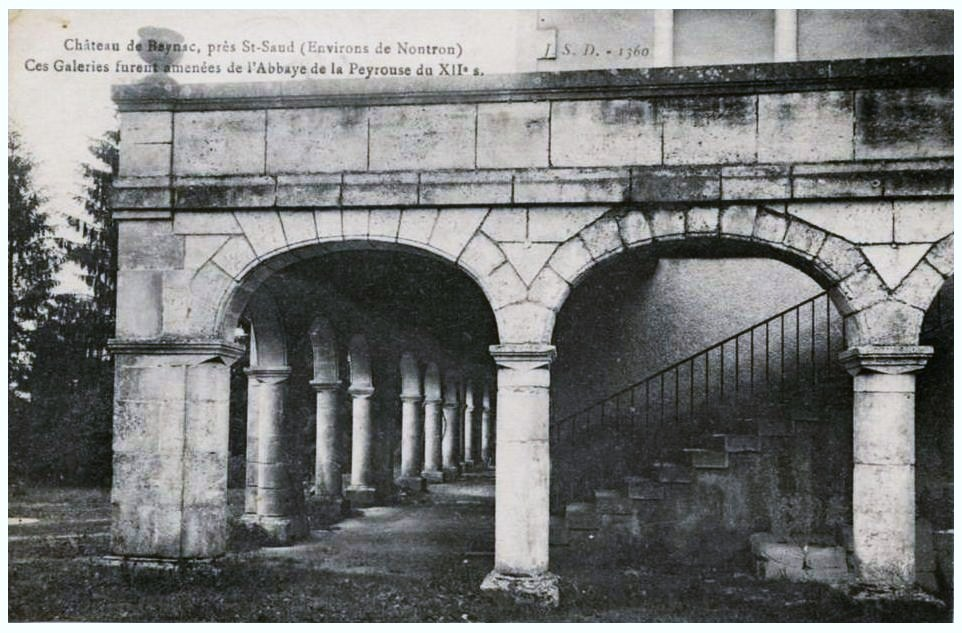
Ancienne carte postale montrant le château de Beynac dont la galerie provient de l'abbaye de la Peyrouse.
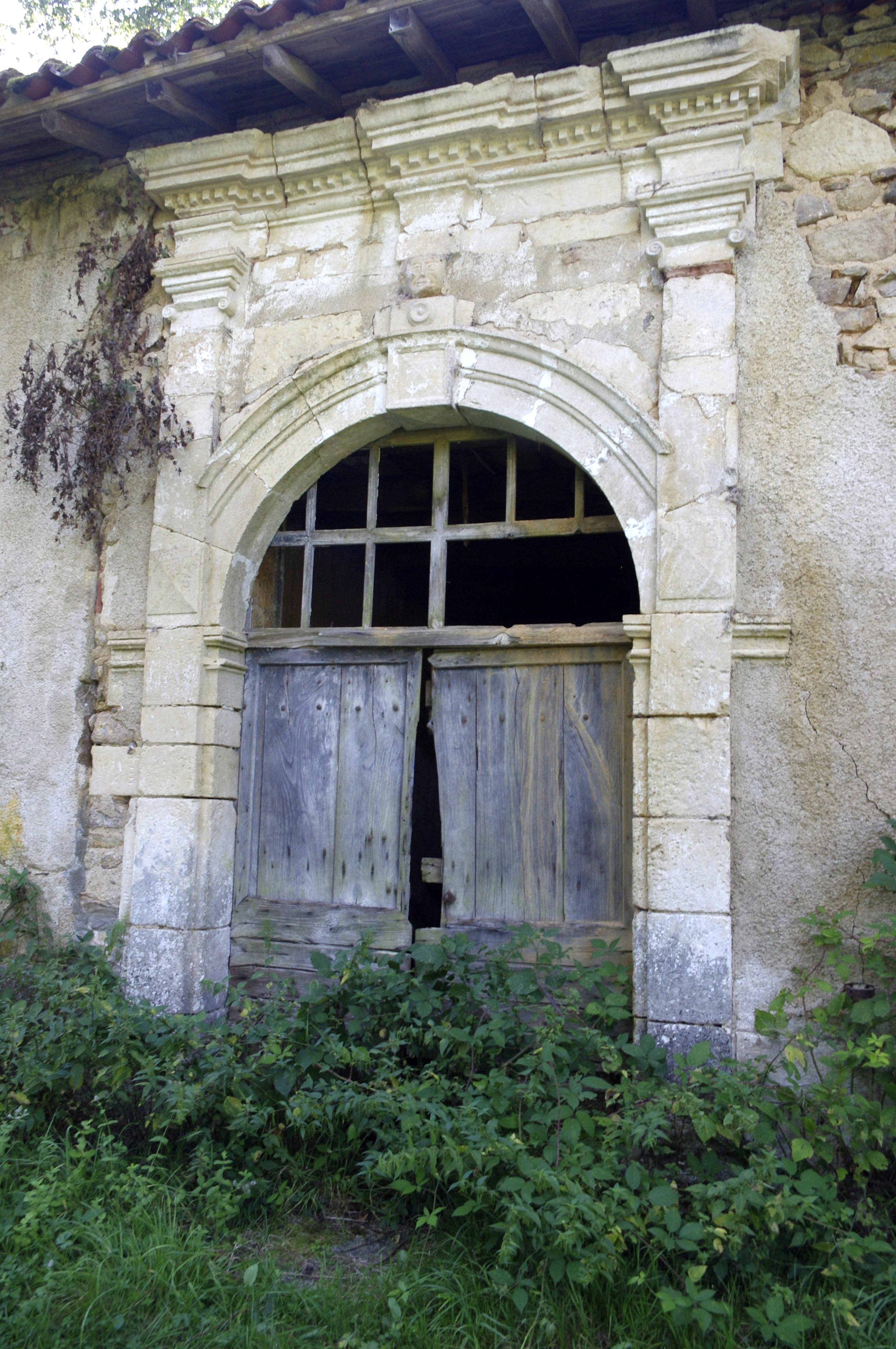
Bâtiment à Peyrouse.
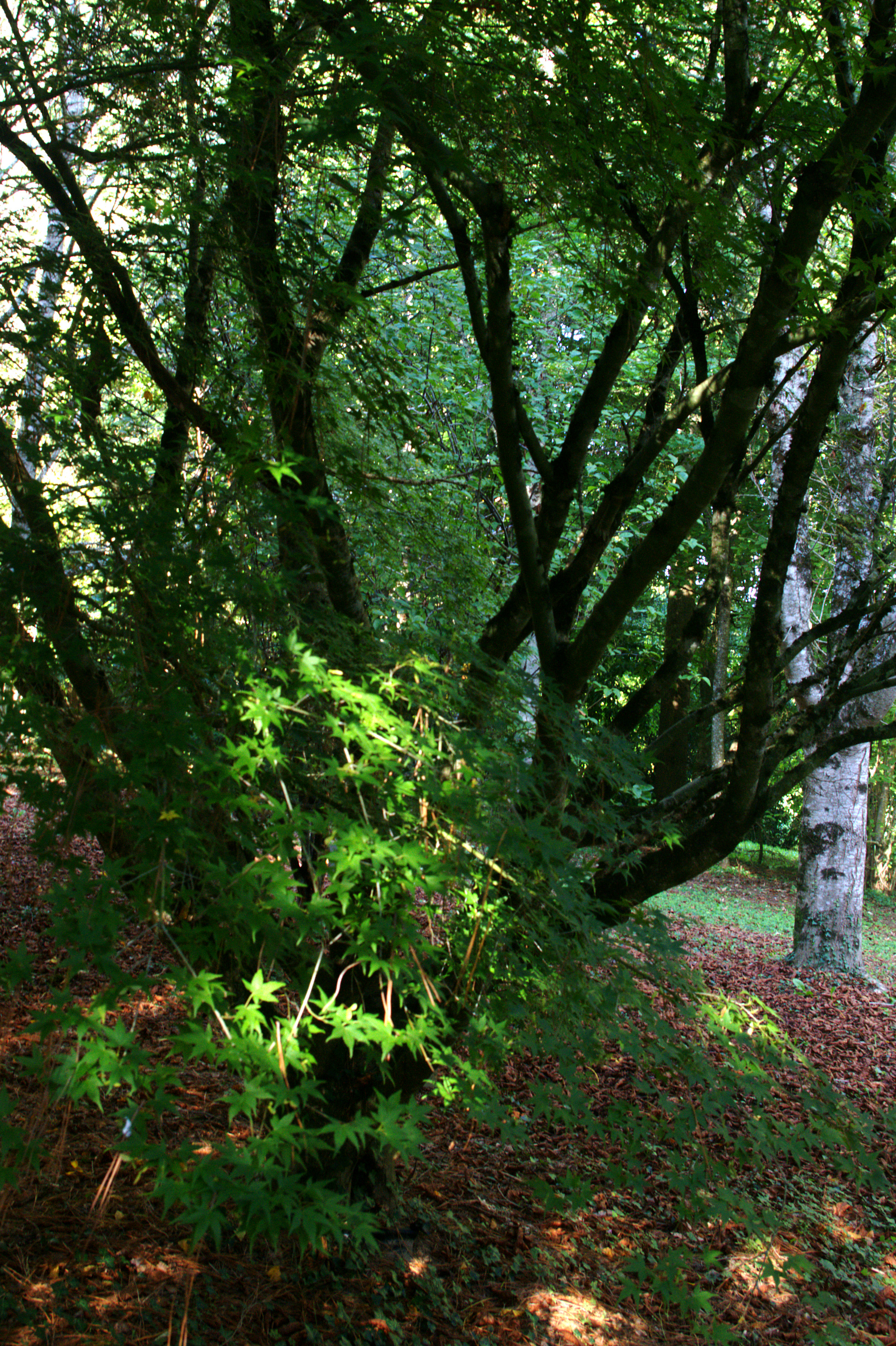
L'arboretum de Montagnac.
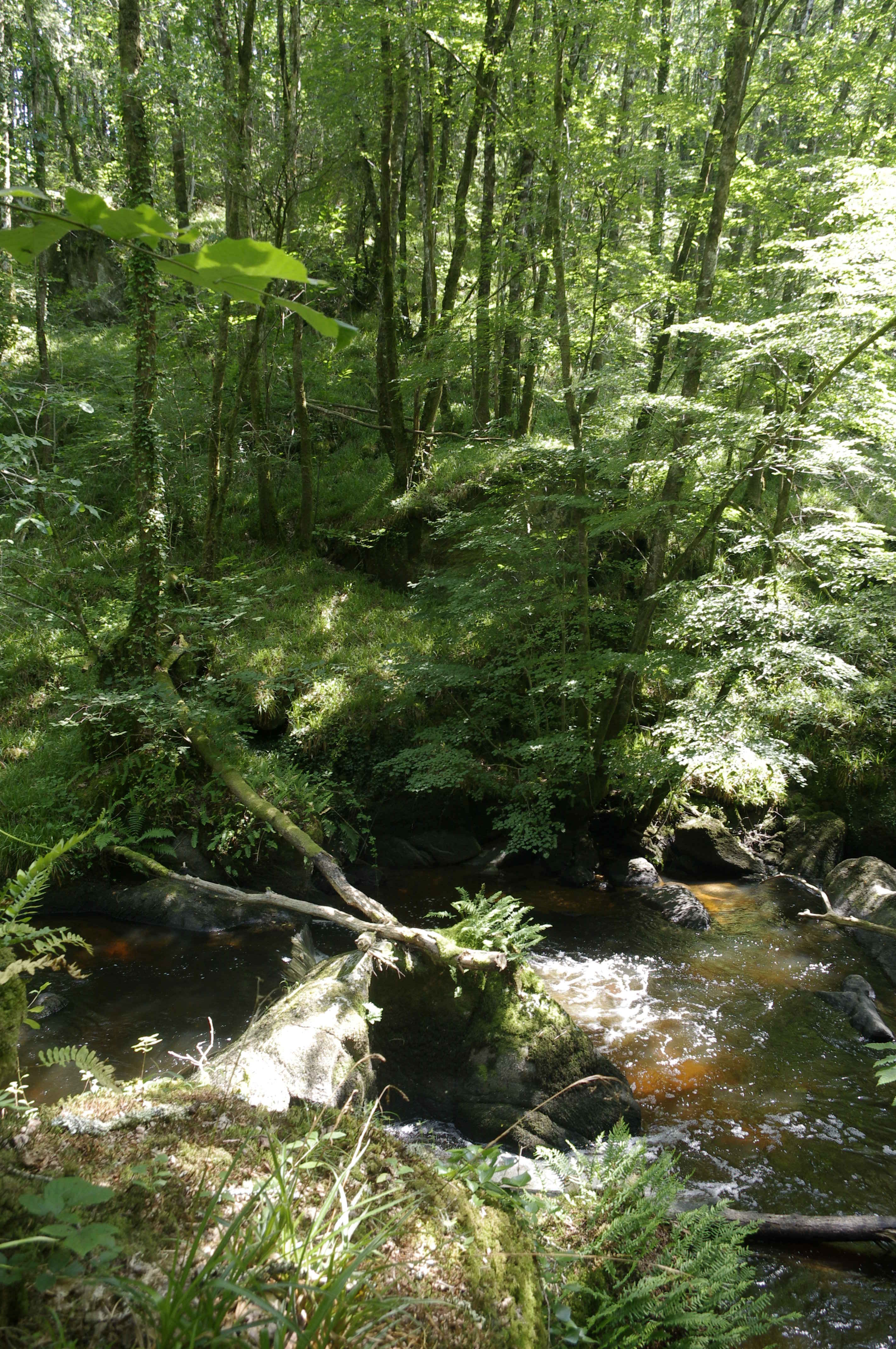
Le trou de Philippou (Dronne).

### Personnalités liées à la commune
- Georges Rocal (1881-1967), historien du Périgord, fut curé du village pendant près de 50 ans. Il a publié différents ouvrages décrivant les us et coutumes de la région (Les Vieilles Coutumes dévotieuses et magiques du Périgord, Croquants du Périgord...).
- Marie-Justin-Maurice Coste dit Maurice Talmeyr (1850-1931), journaliste et écrivain, habita la commune et y décéda.
- Le comte Joseph de Beynac (1863-1951), maître d’équipage et dandy, propriétaire du château de Beynac.

## Pour approfondir